# Хајуја (Порторико)
Хајуја (шп. Jayuya) је општина у америчкој острвској територији Порторико, острвској држави Кариба.

## Демографија
По попису из 2010. године број становника је 16.642, што је 676 (-3,9%) становника мање него 2000. године.
| Група             | 2000.          | 2010.          |
| Белци             | 79 (0,5%)      | 44 (0,3%)      |
| Афроамериканци    | 356 (2,1%)     | 566 (3,4%)     |
| Азијати           | 1 (0,0%)       | 12 (0,1%)      |
| Хиспаноамериканци | 17.220 (99,4%) | 16.582 (99,6%) |
| Укупно            | 17.318         | 16.642         |